# Pseudobaptria ichinosawana
Pseudobaptria ichinosawana là một loài bướm đêm trong họ Geometridae.